# Pseudocraterellus subundulatus
Pseudocraterellus subundulatus är en svampart som först beskrevs av Peck, och fick sitt nu gällande namn av D.A. Reid 1962. Pseudocraterellus subundulatus ingår i släktet Pseudocraterellus och familjen kantareller.   Inga underarter finns listade i Catalogue of Life.